# Kościół św. Wacława w Pniowie
Kościół św. Wacława – rzymskokatolicki kościół filialny w Pniowie, w dekanacie Toszek, w diecezji gliwickiej, przy ul. Wiejskiej.

## Historia

### Kościół drewniany
Pierwszy kościół w Pniowie wzniesiono w 1506 roku. Była to drewniana świątynia, konstrukcji zrębowej. Do kościoła przylegała wieża późniejszej daty. Dach dwuspadowy, kryty gontem. Na dachu była mała sygnaturka z XVII wieku. Kościół rozbudowano w 1539 r. (być może wtedy dobudowano wieżę). W 1598 roku. Dobudowano prezbiterium, rok później zakrystię. W 1620 roku w czasie wichury został uszkodzony dach, który rok później wymieniono. W 1656 r. kościół został zniszczony, ale odbudowano go jeszcze tego samego roku. W 1680 roku dobudowano murowaną kaplicę. W 1720 roku kościół remontowano, wymieniając dach, wyposażenie, itp. W 1750 roku zamieniony na zbór protestancki – jako taki funkcjonował do 1800 r. W 1810 roku remontowany. W 1850 i 1853 roku wymieniono stropy. Do 1900 r. pod wezwaniem św.św. Wacława i Wawrzyńca. Od 1900 r. pod wezwaniem św. Wacława. W 1921 roku znacznie ucierpiał w pożarze, jednak dało się go uratować. Po wojnie rzymskokatolicki. 
13 lutego 1956 roku kościół spłonął.

### Kościół murowany
W latach 1957–1959 wybudowano nowy kościół. Budulcami były drewno i cegły. Projekt wykonał architekt Vogel. Kamień węgielny poświęcił ks. dziekan Józef Jenderek. Poświęcenia świątyni dokonał biskup Wacław Wycisk 19 października 1975 roku.
Ołtarz główny wykonano z granitu. Ołtarz soborowy powstał z granitu strzegomskiego i szwedzkiego. Umieszczono w nim relikwie św. Aurelii, św. Tymoteusza oraz św. Wacława. Tabernakulum umocowano w centralnej części ołtarza głównego, nad którym zawieszono wieczną lampkę. W nawie zawieszono gipsową Drogę Krzyżową.

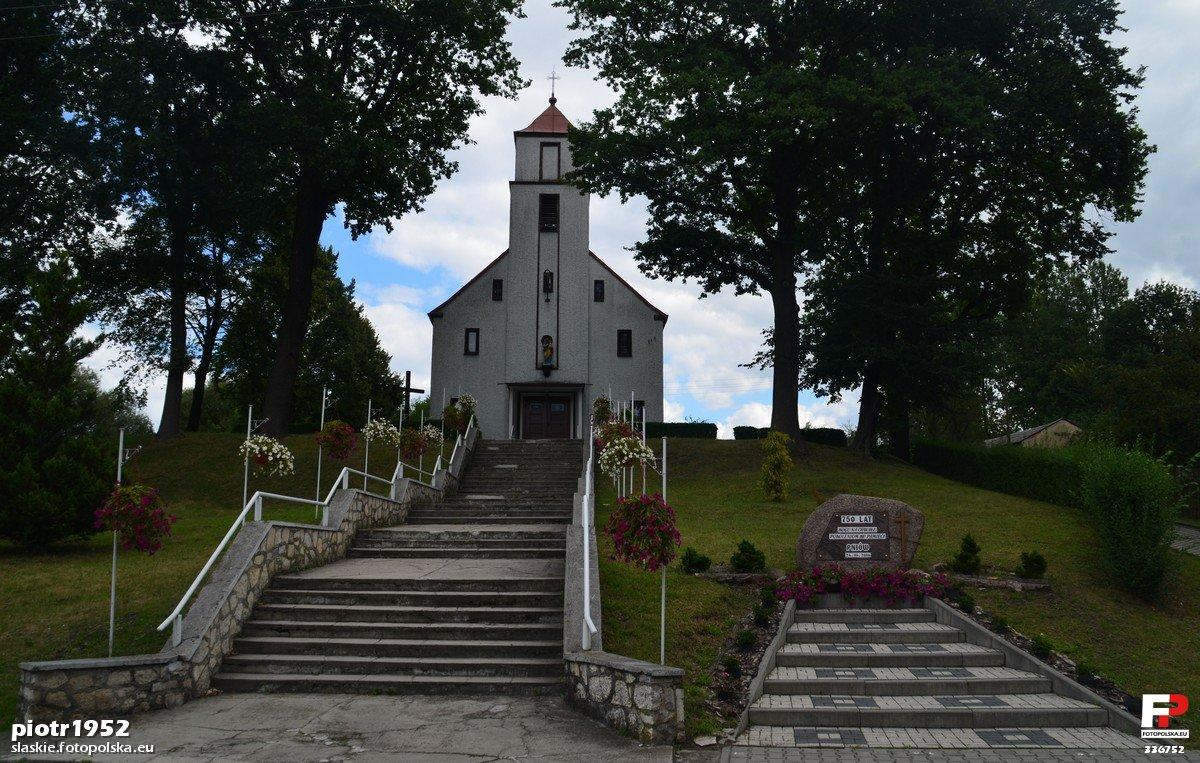
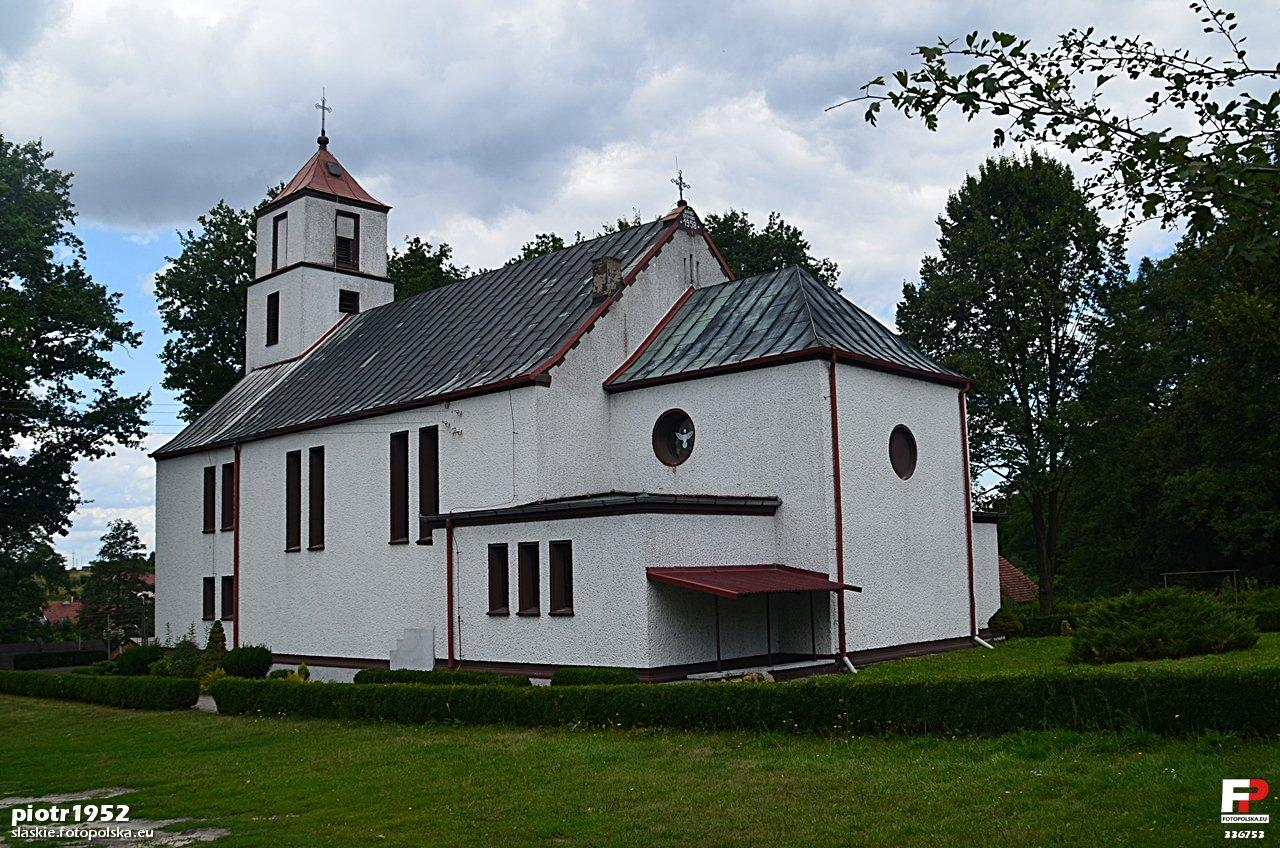
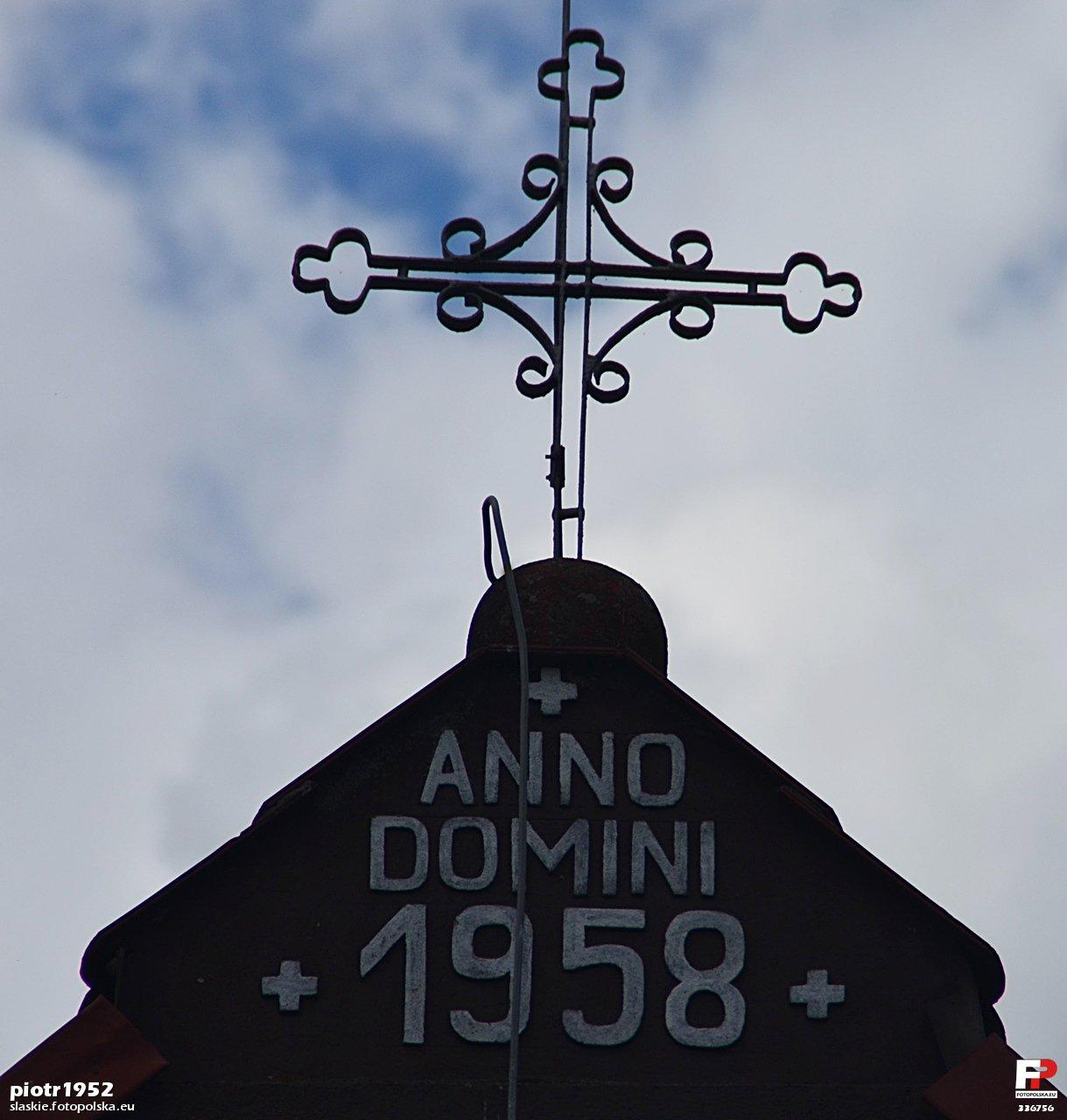
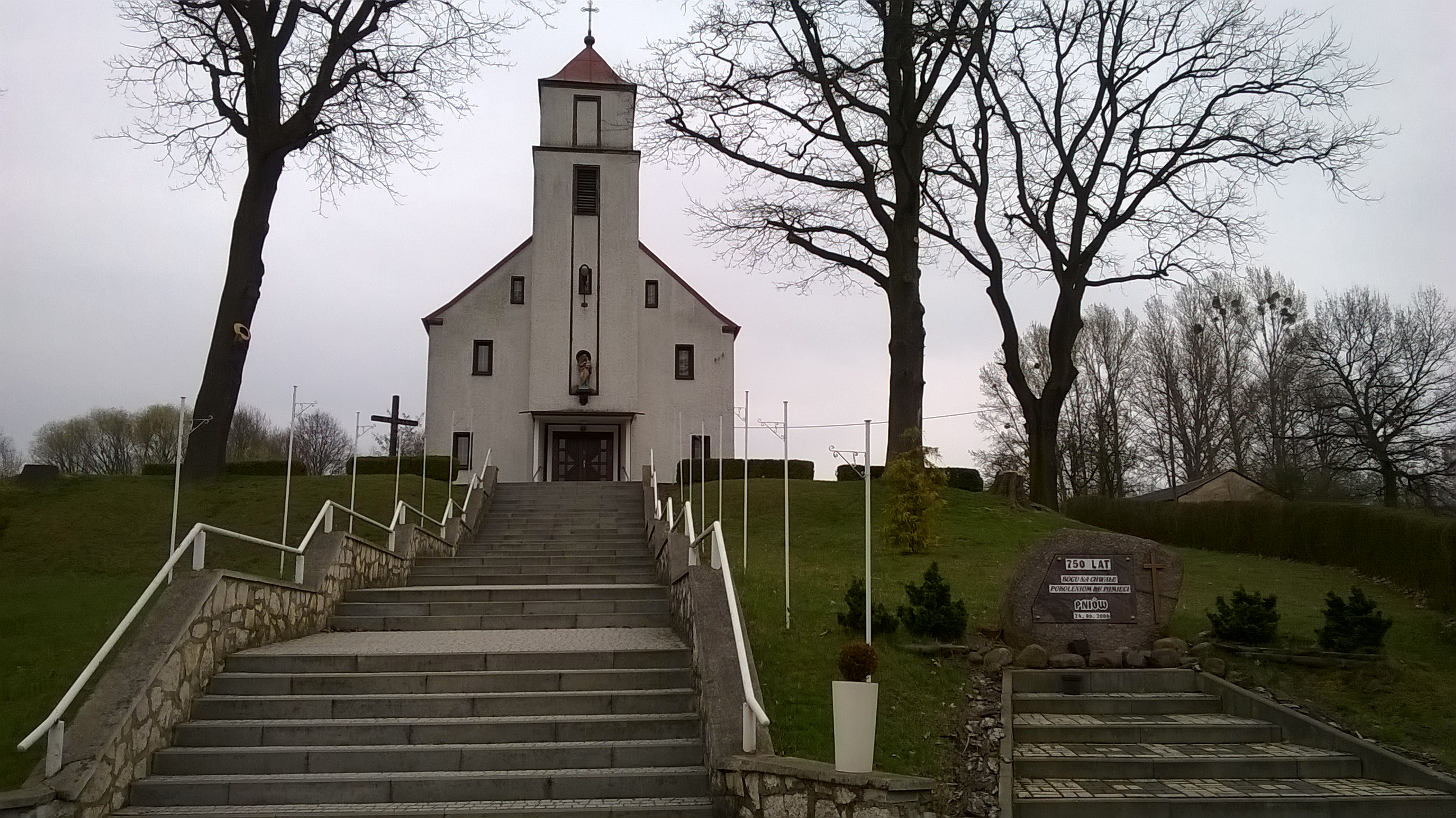